# Sachsenhausen (Oranienburg)
Sachsenhausen è una frazione della città tedesca di Oranienburg, nel Land del Brandeburgo.
Nel quartiere di Sachsenhausen sorgeva l'omonimo campo di concentramento nazista, usato inizialmente (1933-34) dalle S.A. (Sturmabteilung) di Ernst Röhm per i detenuti politici. Dal 1936 al 1945 passò sotto il controllo diretto delle SS e dal 1945 al 1950 fu campo di concentramento sovietico. Dal 1955 Sachsenhausen è un sito monumentale alla memoria.